# Kodeń Pierwszy
Kodeń Pierwszy – część wsi Kodeń, położona w Polsce, w województwie lubelskim, w powiecie bialskim, w gminie Kodeń.
W latach 1975–1998 Kodeń Pierwszy należał administracyjnie do województwa bialskopodlaskiego.